# عاج‌های بگرام
عاج‌های بگرام گروهی بیش از هزار پلاک تزئینی، مجسمه‌های کوچک و لایه‌های تزئینی، حک شده از عاج و استخوان و قبلاً به مبلمان چوبی متصل شده‌اند، که در دهه ۱۹۳۰ در بگرام افغانستان کاوش شدند. آنها نمونه‌های نادر و مهمی از هنر کوشان در قرن ۱ یا ۲ قبل از میلاد هستند، که گواهی بر سلیقه‌های کیهانی و حمایت از سلسله‌های محلی، پختگی در صنایع دستی معاصر و تجارت باستانی کالاهای لوکس است.

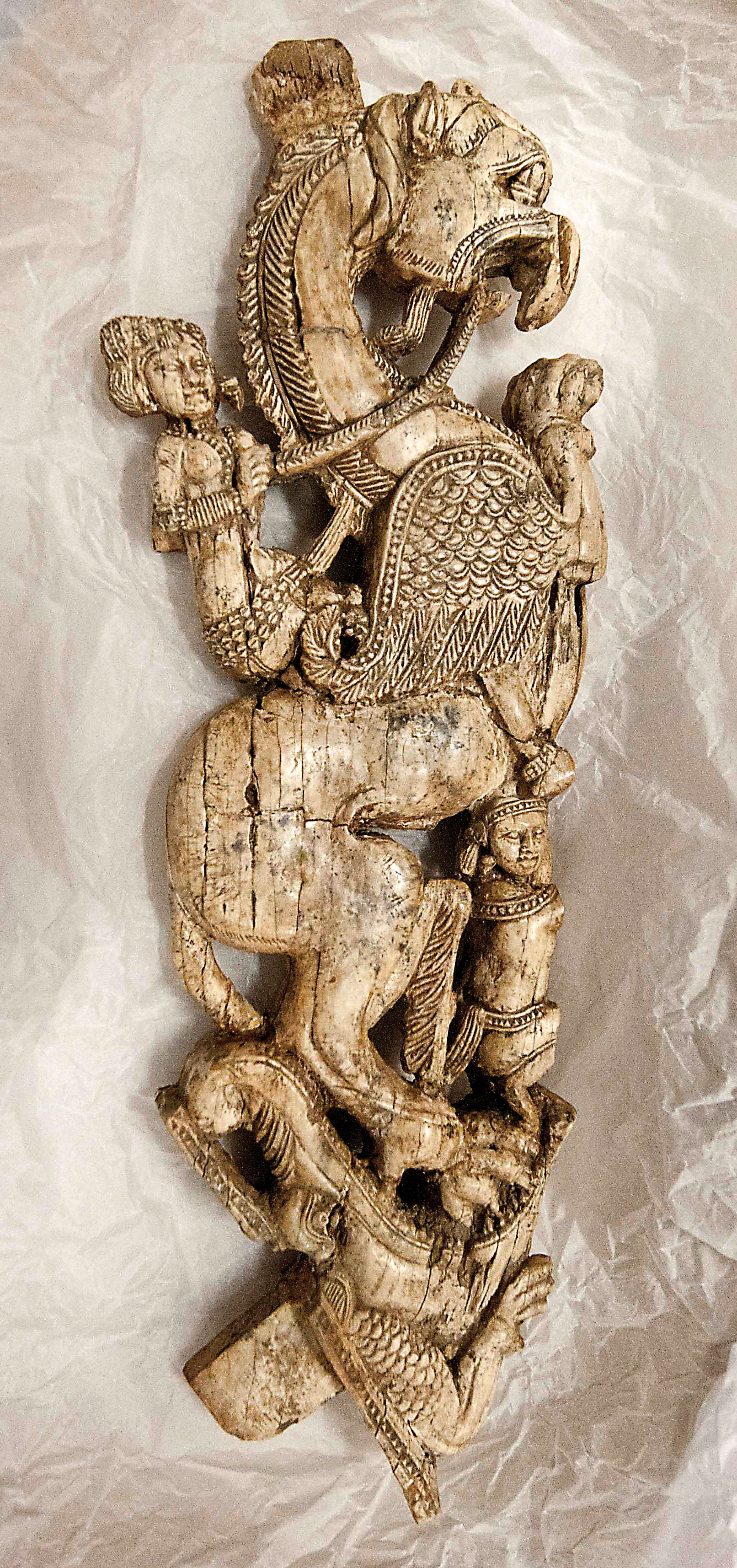
عاجهای گریفین

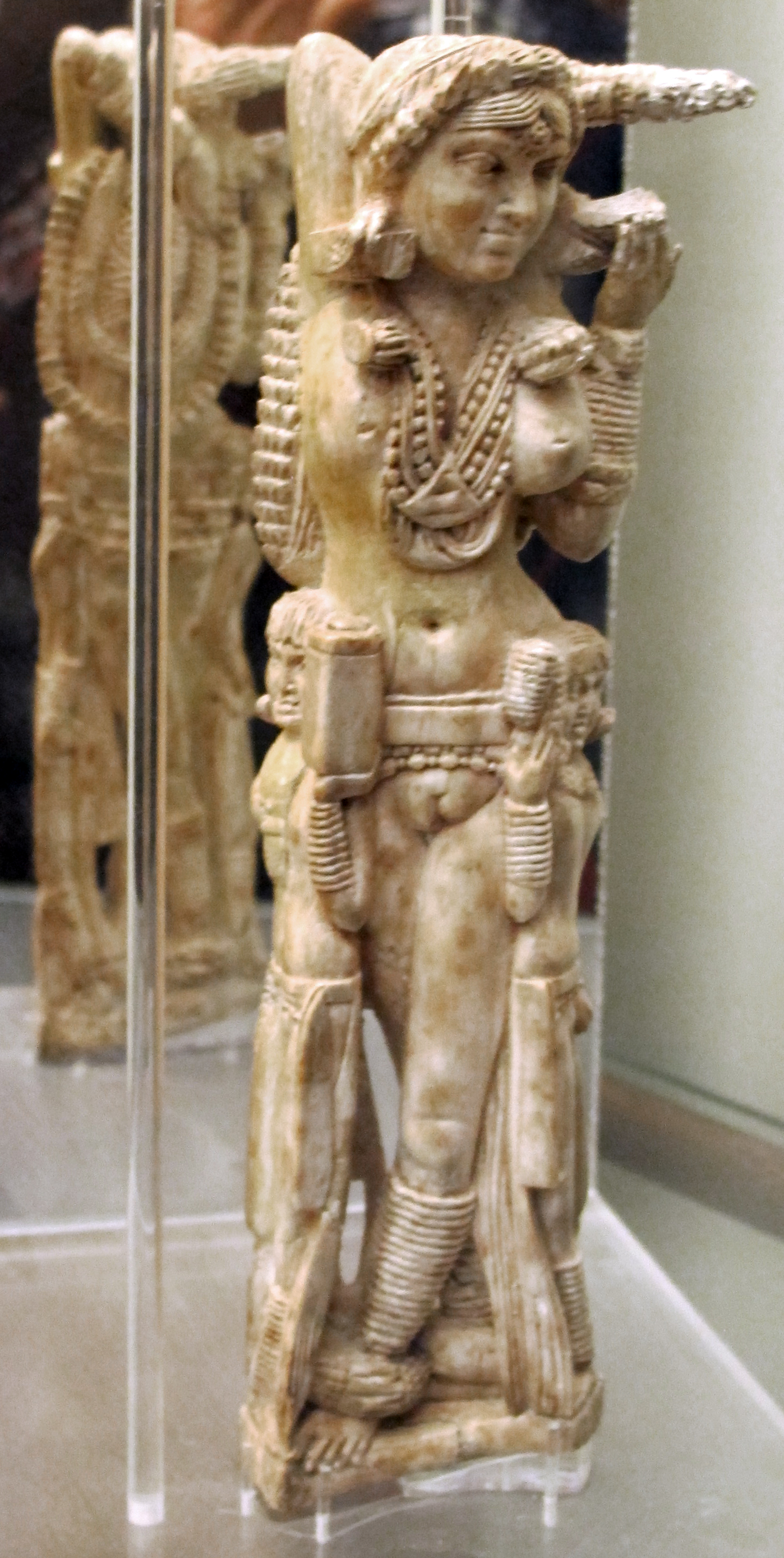
یکی از عاج‌های بگرام

## تاریخ
شهر باستانی کاپیسا (در نزدیکی بگرام جدید)، در باکتریا (یا همان بلخ) پایتخت تابستانی امپراتوری کوشان بود که از قرون اول تا چهارم از شمال افغانستان تا شمال غربی هند امتداد داشت. در حدود هشتاد مایل از کابل، فاصله داشته و بر دو گذر از هندوکش حاکم بود و باکتریا را به گاندارا متصل می‌کرد.
در پی عملیات اکتشافی که در بین سالهای ۱۹۳۶ تا ۱۹۴۰ صورت گرفت، از دو اتاق دالان دیواری، اتاق ۱۰ و اتاق ۱۳. کشف شد. از این اتاق‌ها، مبلمان و کاسه‌های تزئینی چینی کشف شد. بعضی از مبلمان در امتداد دیوارها چیده شده بودند، سایر قطعات انباشته شده یا روبروی یکدیگر. این یافته‌ها مطابق با partage بین موزه گیمت و موزه ملی افغانستان در کابل تقسیم شده‌است. پس از بسته شدن موزه کابل در سال ۱۹۷۸، محل نگهداری عاج‌ها نامشخص بود و بسیاری از موارد در دهه ۱۹۹۰ غارت شدند.
موضوع این نگاره‌ها و مجسمه‌ها، طیف‌های نقوش شامل شیرها، فیل‌ها، پرندگان، گل‌ها، عکس‌های زنانه، موسیقی دان‌ها، رقصندگان، زیور آلات شخصی و زمینه‌های معماری است.

## حفاظت
مواد ارگانیک مانند عاج و استخوان شکننده و مستعد زوال محیطی هستند. به منظور تثبیت قطعات عاج و بلند کردن آنها از روی زمین، آنها را در ژلاتین پوشانده و در بافت قرار می‌دهند. به جلوگیری از خاک آلوده شدن و خراب شدن و کوچک شدن، آن هم به مرور زمان، باعث آسیب به عاج و از بین رفتن رنگدانه‌های آنها شده‌است. جهت ترمیم این آسیب‌ها، شکاف‌ها و شکستگی‌ها با چسب‌های متنوعی پر شده‌است. تجزیه و تحلیل فنی توسط موزه بریتانیا اطلاعاتی در مورد مواد و فنون تولید، شرایط فعلی، پدیده‌های زوال و مداخلات قبلی ارائه داده‌است. قدم بعدی، شامل کاهش پوشش‌های قبلی، ادغام و پر کردن مواد با استفاده از مواد برگشت‌پذیر و سازگار با تناژ بعدی می‌باشد.

## نگارخانه

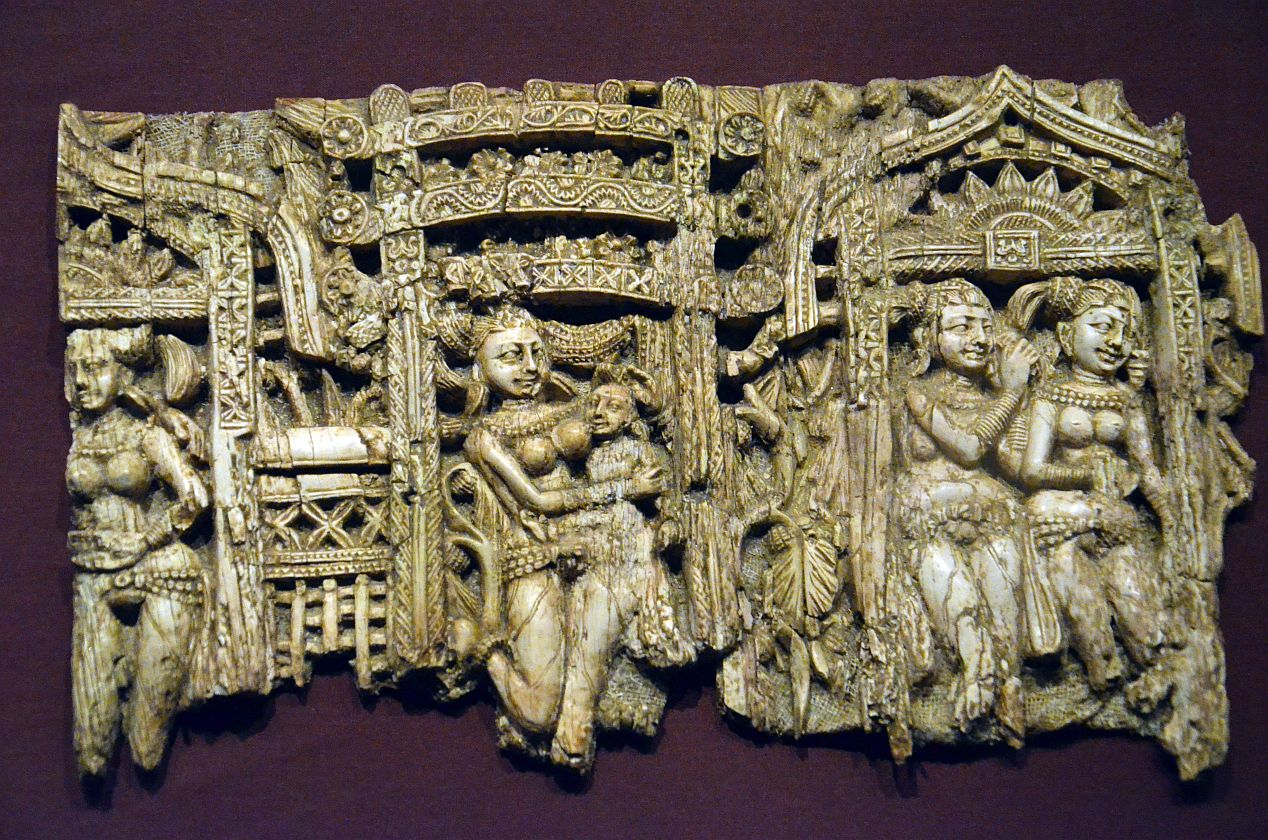
یک پلاک تزئینی
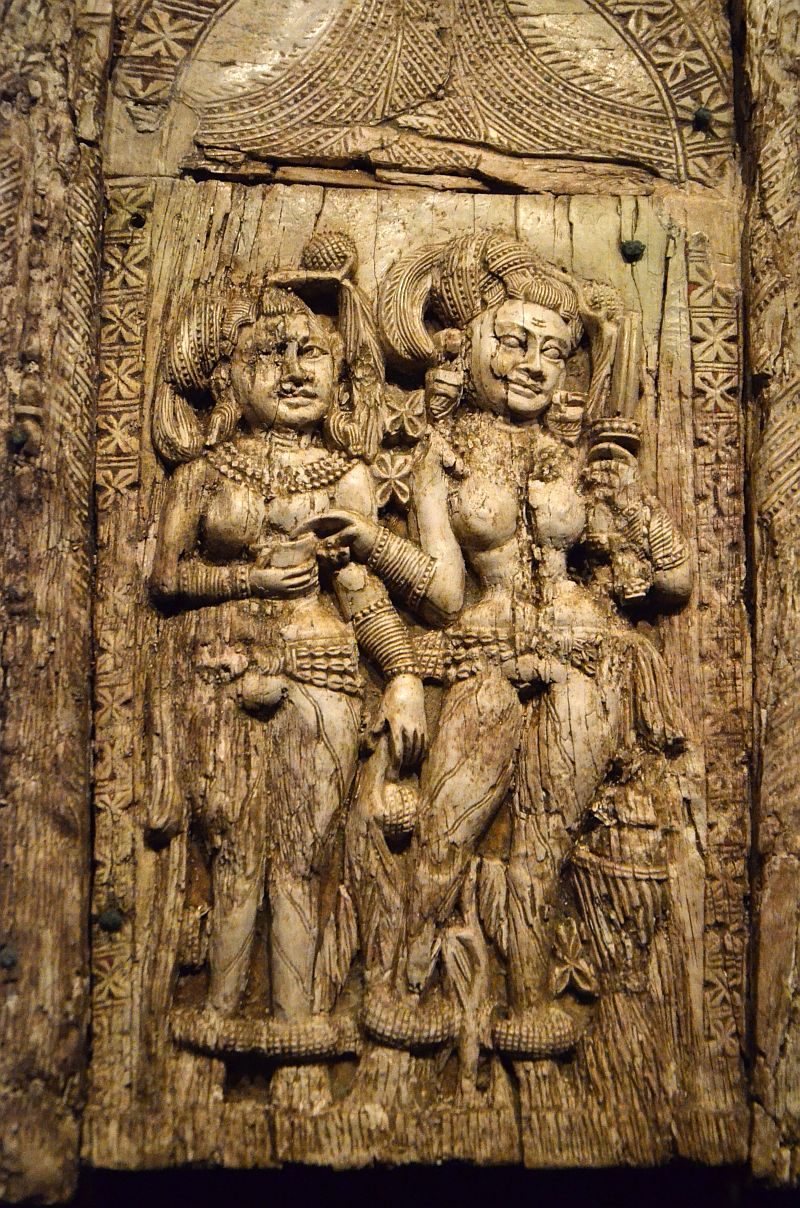
یک پلاک تزئینی مربوط به ۱۰۰ سال قبل از میلاد مسیح
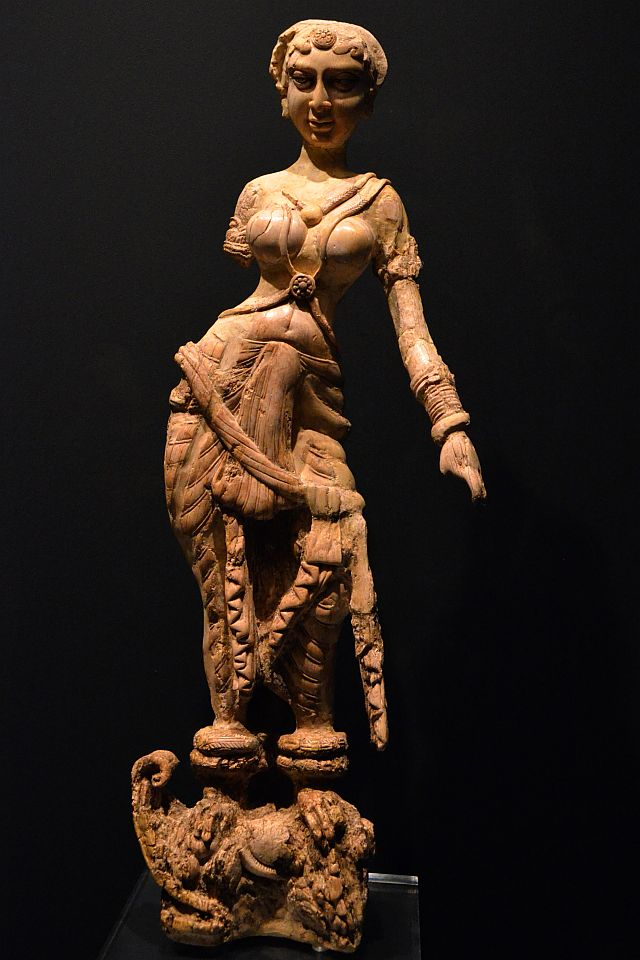
مبلمان تزئین شده به عاج، متعلق به قرن اول میلادی
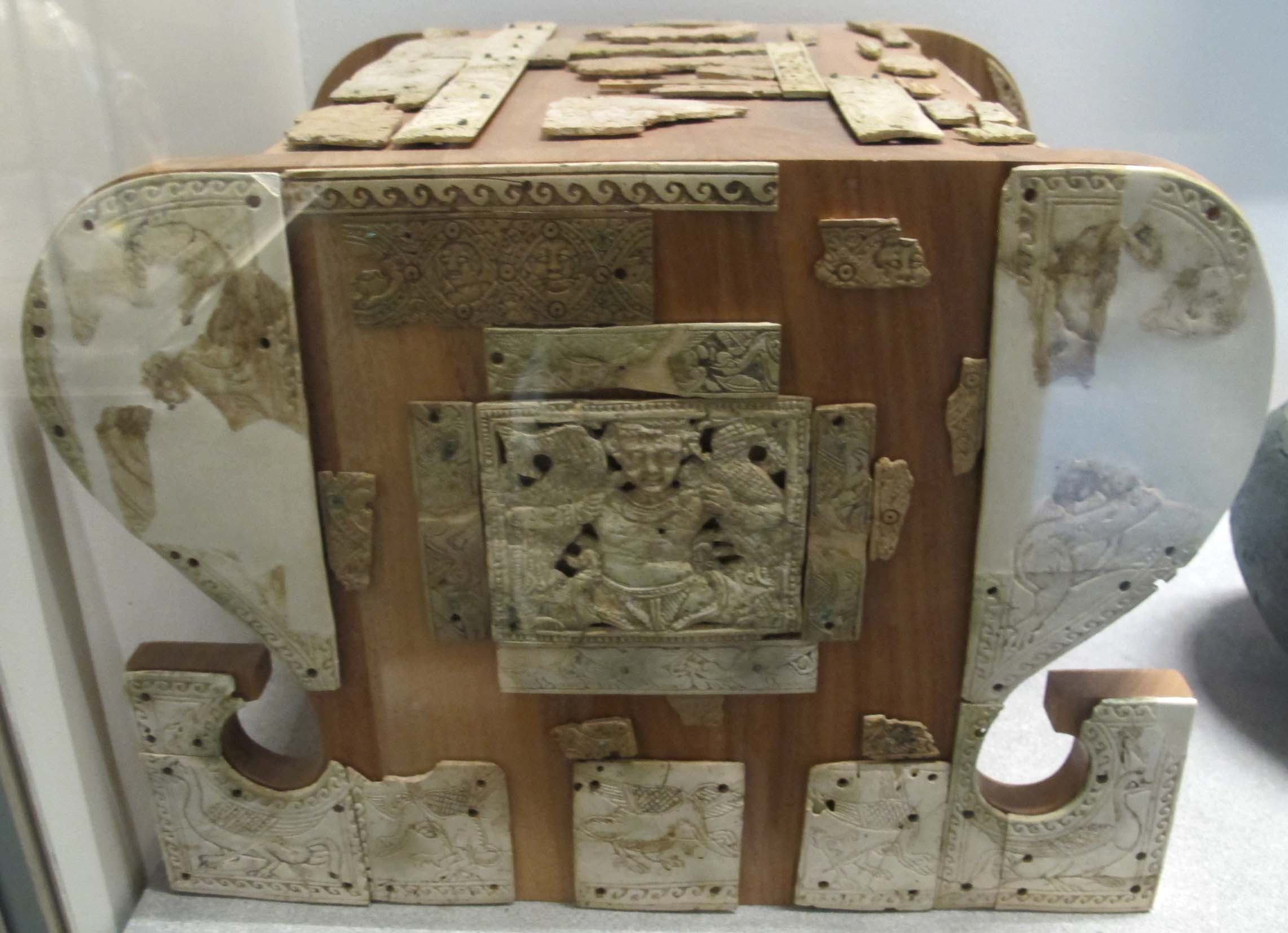
تابوت عاج
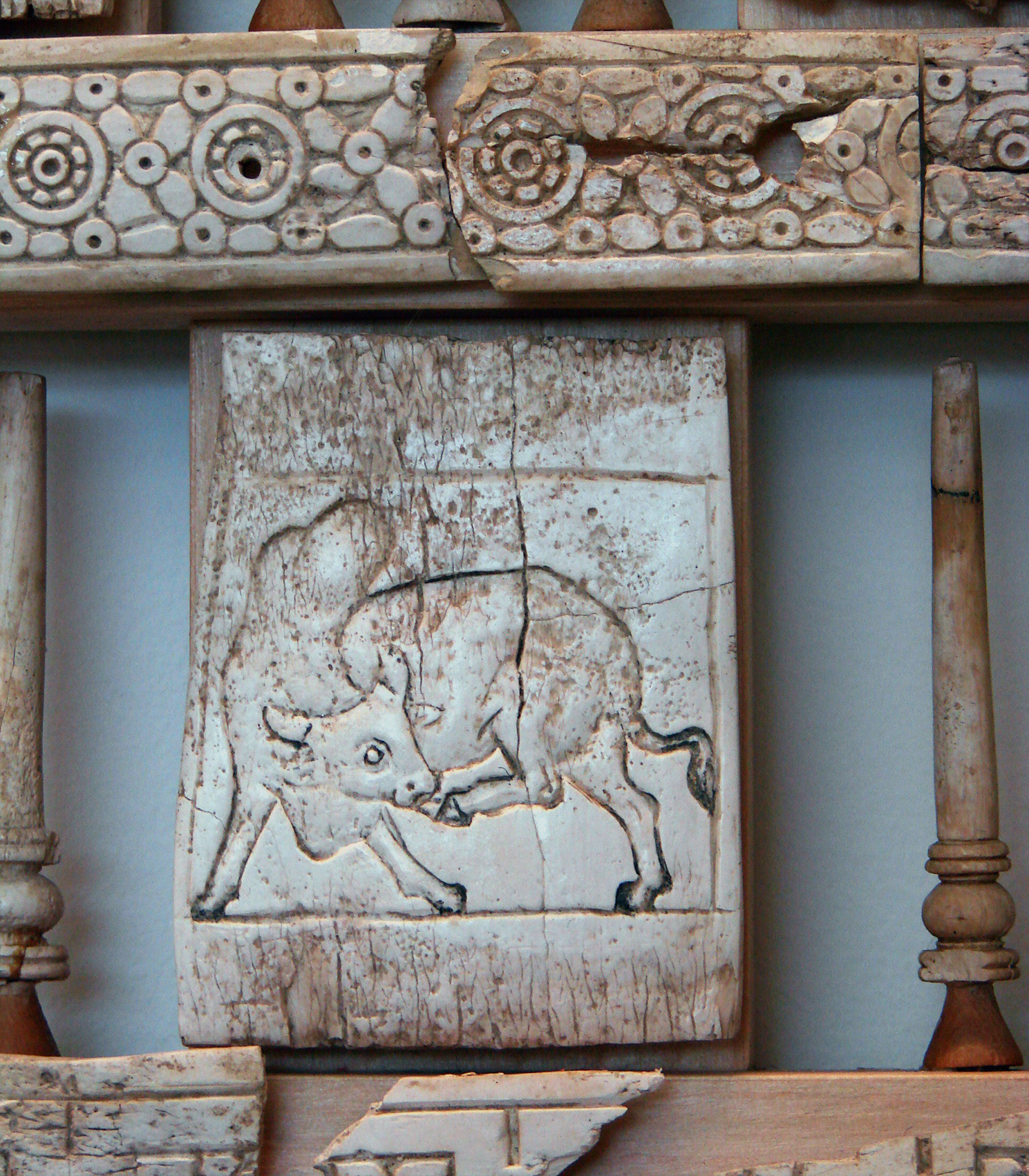
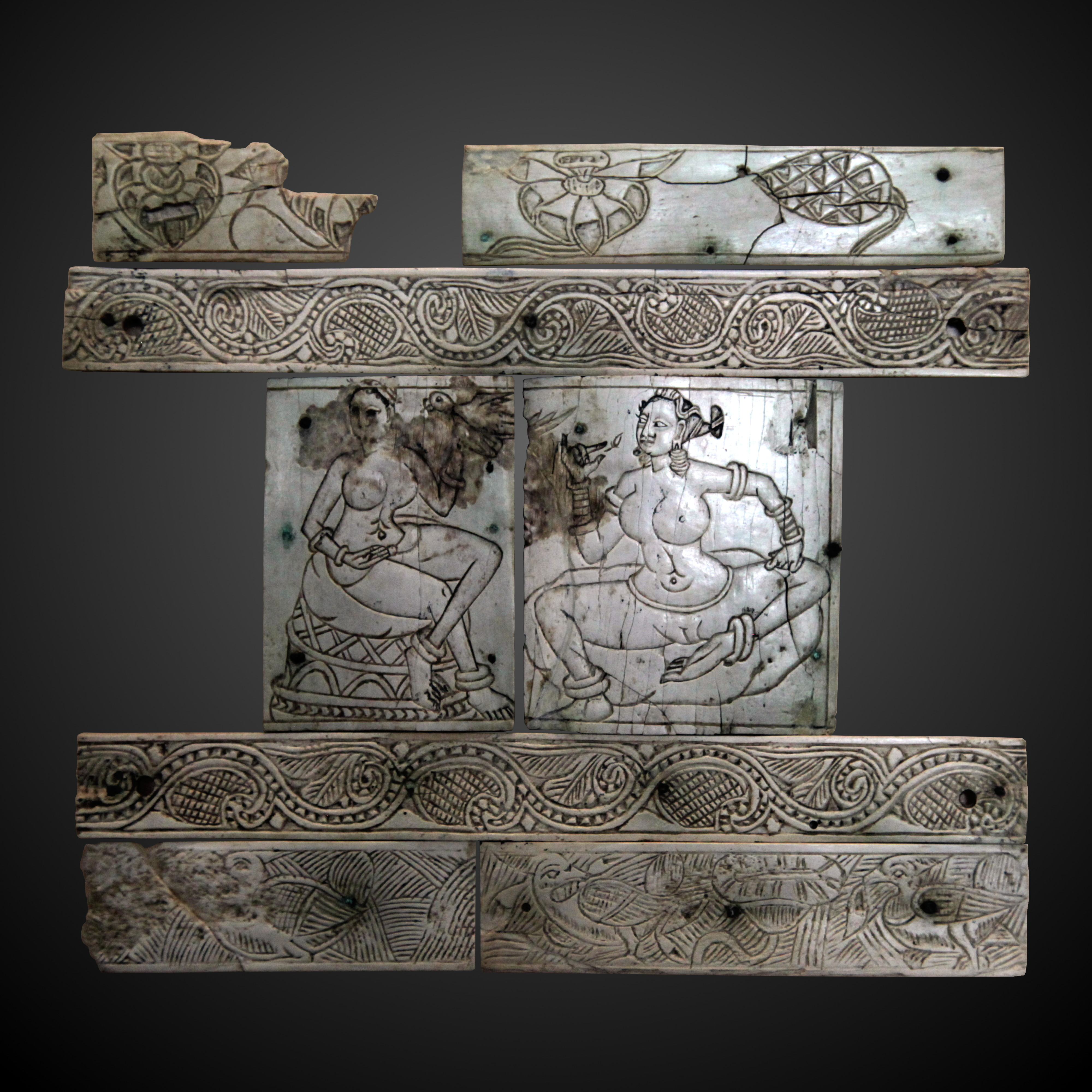